# Glossosoma altaicum
Glossosoma altaicum là một loài Trichoptera trong họ Glossosomatidae. Chúng phân bố ở miền Cổ bắc.